# Ashley Montagu
Montague Francis AShley Montagu, właśc. (ur. 28 czerwca 1905 jako Israel Ehrenberg, zm. 26 listopada 1999) – brytyjski antropolog i popularyzator nauki.

## Życiorys
W latach 30. XX wieku osiadł w Stanach Zjednoczonych, gdzie został profesorem Uniwersytetu Rutgers w New Brunswick w New Jersey. W 1950 napisał deklarację UNESCO przeciwko rasizmowi. W 1971 rozpoznał chorobę Josepha Merricka jako chorobę genetyczną – Nerwiakowłókniakowatość typu 1. W 1980 nakręcono film biograficzny Człowiek słoń na podstawie dwu książek, z których jedną była The Elephant Man: A Study in Human Dignity autorstwa Ashleya Montagu.